# Herbert Franz
Herbert Franz (* 7. Oktober 1936 in Würzburg) ist ein deutscher Politiker (SPD).

## Leben und Beruf
Nach einer Lehre als Maschinenschlosser studierte Franz, der römisch-katholischen Glaubens ist, Ingenieurwesen. Er arbeitete für die Firma Koenig und Bauer in Würzburg, wo er seit 1961 Betriebsrat war. Seit 1969 war er Betriebsratsvorsitzender des Werks II und in den Jahren 1972 bis 1980 stellvertretender Gesamtbetriebsratsvorsitzender. Von 1980 bis 1984 arbeitete er als Geschäftsführer der IG-Metall-Verwaltungsstelle Würzburg.
Von 1992 bis 2008 war er Bezirksvorsitzender der Arbeiterwohlfahrt in Unterfranken, die ihn anschließend zum Ehrenvorsitzenden wählte. Derzeit (Stand 2011) ist er stellvertretender Landesvorsitzender der Arbeiterwohlfahrt.

## Partei
Franz trat 1962 der SPD bei. Von 1967 bis 1969 stand er dem Juso-Unterbezirk Würzburg vor. Ab 1974 war er Kreisvorsitzender der SPD Würzburg-Land, nachdem er zuvor bereits seit 1967 den stellvertretenden Kreisvorsitz innehatte. Inzwischen ist er Ehrenvorsitzender des Kreisverbandes. Von 1979 bis 1994 war er Mitglied des Parteirates der Bundes-SPD.

## Abgeordneter
Von 1972 bis 1978 war Franz Kreistagsabgeordneter im Landkreis Würzburg. Vom 21. April 1981, als er für Friedrich Cremer nachrückte, bis 1998 gehörte Franz dem Bayerischen Landtag an. Von 1990 bis 1998 gehörte er als Schriftführer dem Landtagspräsidium an. Vom 10. Juli 1996 bis zu seinem Ausscheiden aus dem Parlament war er stellvertretender Vorsitzender des Ausschusses für Staatshaushalt und Finanzfragen.

## Auszeichnungen
- Bayerischer Verdienstorden
- 1998: Bundesverdienstkreuz 1. Klasse
- 2014: Bayerische Verfassungsmedaille in Gold